# Malčín
Malčín (německy Maltschin) je obec v okrese Havlíčkův Brod v Kraji Vysočina. Žije zde 205 obyvatel.

## Historie
První písemná zmínka o obci pochází z roku 1358.

## Obyvatelstvo
| Rok            | 1869 | 1880 | 1890 | 1900 | 1910 | 1921 | 1930 | 1950 | 1961 | 1970 | 1980 | 1991 | 2001 | 2011 | 2021 |
| -------------- | ---- | ---- | ---- | ---- | ---- | ---- | ---- | ---- | ---- | ---- | ---- | ---- | ---- | ---- | ---- |
| Počet obyvatel | 432  | 351  | 430  | 402  | 414  | 379  | 355  | 284  | 288  | 251  | 235  | 225  | 207  | 199  | 201  |
| Počet domů     | 47   | 49   | 49   | 52   | 55   | 59   | 66   | 74   | 67   | 63   | 62   | 72   | 73   | 77   | 76   |

## Obecní správa a politika
V období od listopadu 1990 do listopadu 1994 působil jako starosta Bohumil Pejchar, od listopadu 1994 do října 2010 Ing. Stanislav Vrba, od října 2010 do prosince 2013 Bohumil Ptáčník, od ledna 2014 do října 2014 Ing. Jiří Vacek a od října 2014 Ing. Zdeněk Vacek.

### Části obce
- Malčín
- Dobrá Voda

### Obecní symboly
Znak a vlajka byly obci uděleny rozhodnutím předsedy Poslanecké sněmovny Parlamentu České republiky dne 8. listopadu 2016.

## Školství
- Mateřská škola Malčín

## Galerie

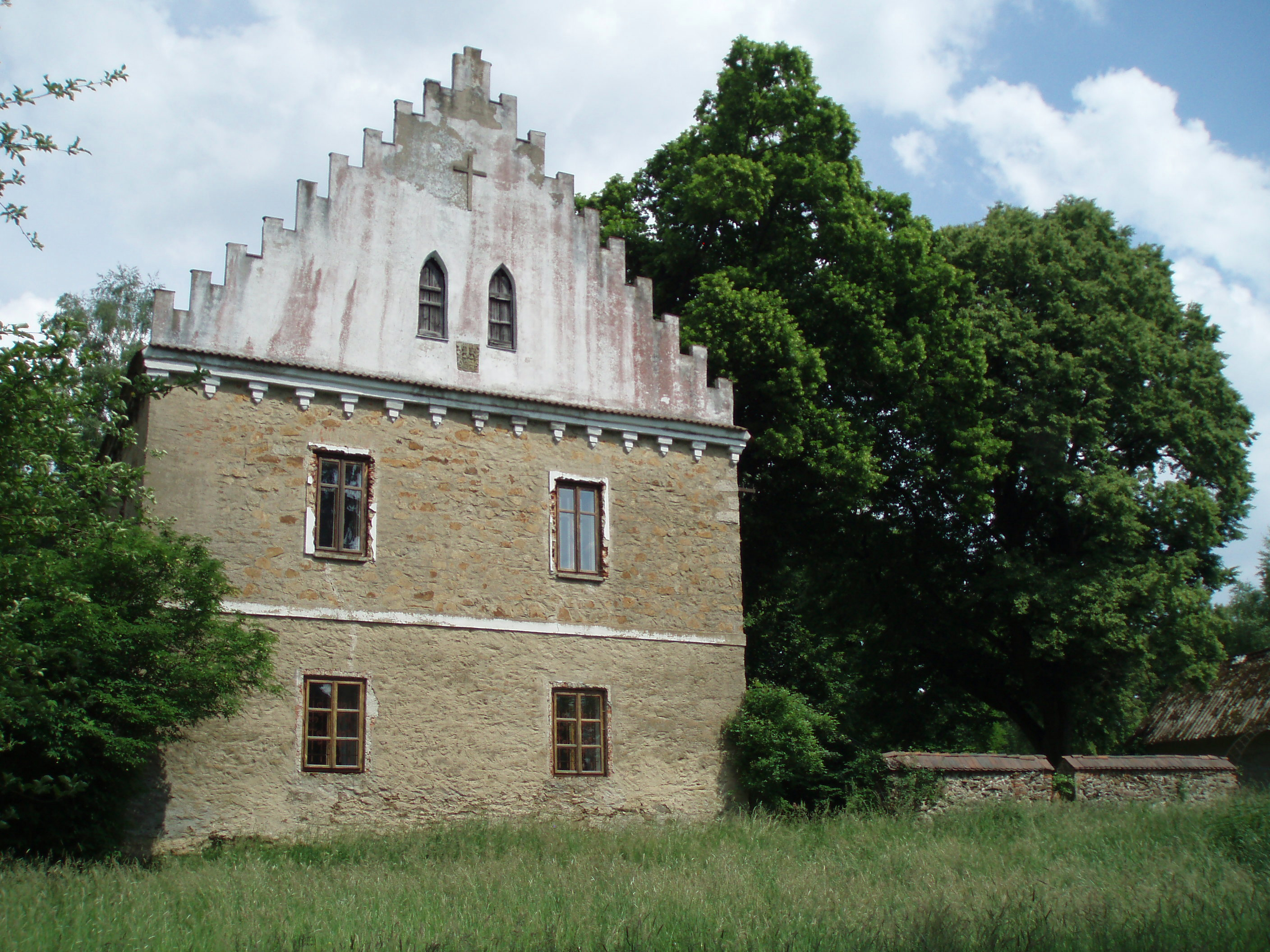
Panský dům Komárov
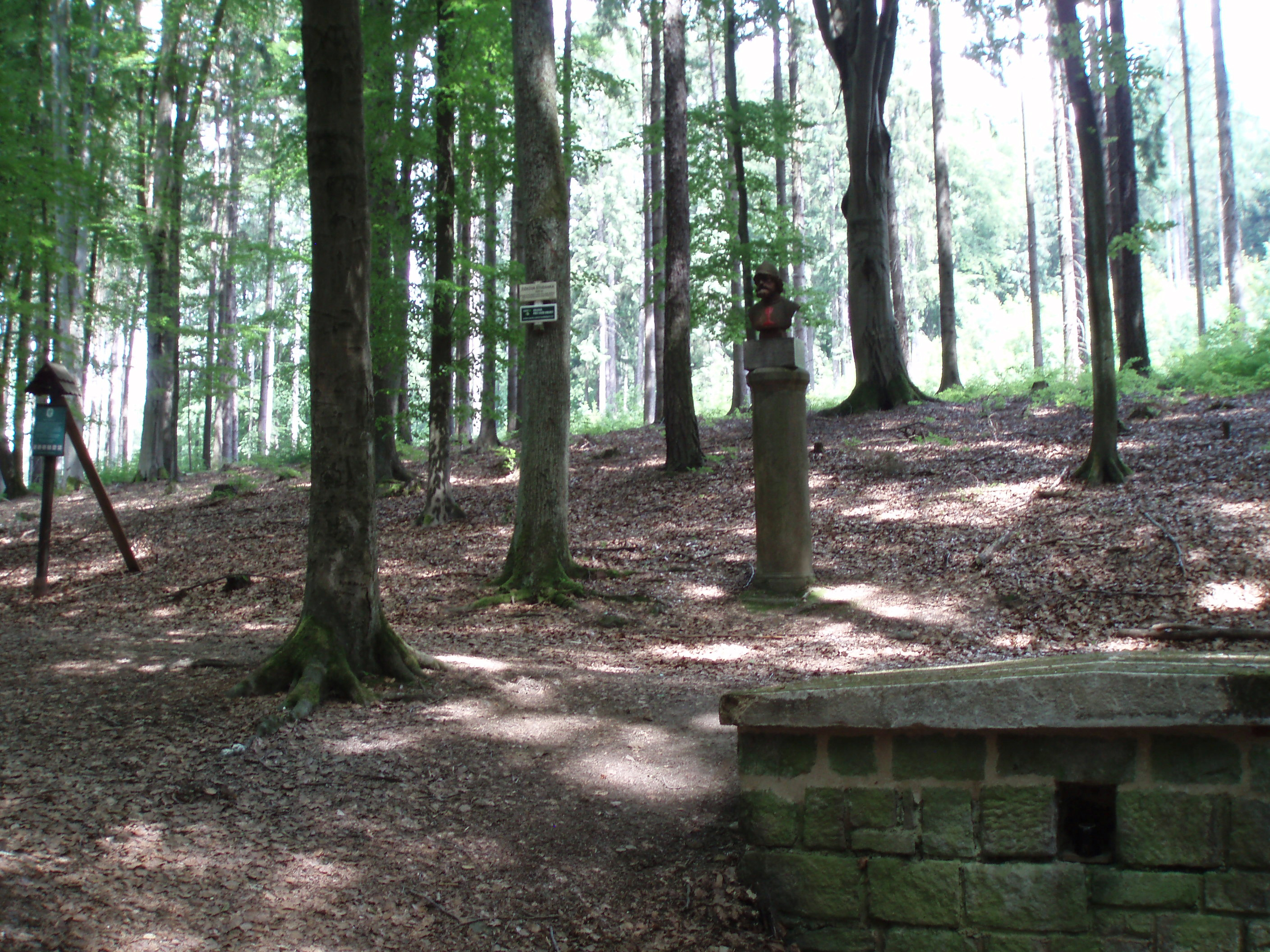
Žižkova studánka